# Tranesjön, Skåne
Tranesjön är en sjö i Hässleholms kommun och Perstorps kommun i Skåne och ingår i Rönne ås huvudavrinningsområde. Sjön har en area på 0,265 kvadratkilometer och ligger 82,4 meter över havet. Sjön avvattnas av vattendraget Ybbarpsån.

## Delavrinningsområde
Tranesjön ingår i det delavrinningsområde (622179-134234) som SMHI kallar för Utloppet av Västra Sorrödssjön. Medelhöjden är 89 meter över havet och ytan är 61,82 kvadratkilometer. Räknas de 4 avrinningsområdena uppströms in blir den ackumulerade arean 71,87 kvadratkilometer. Ybbarpsån som avvattnar avrinningsområdet har biflödesordning 2, vilket innebär att vattnet flödar genom totalt 2 vattendrag innan det når havet efter 52 kilometer. Avrinningsområdet består mestadels av skog (64 %) och jordbruk (14 %). Avrinningsområdet har 2,48 kvadratkilometer vattenytor vilket ger det en sjöprocent på 4 %. Bebyggelsen i området täcker en yta av 2,62 kvadratkilometer eller 4 % av avrinningsområdet.